# EUROfusion
(Carlo Rubbia, Lettera scritta il 22 maggio 1986 - un mese dopo il disastro di Chernobyl - al Presidente del Consiglio italiano Bettino Craxi.)
EUROfusion è il consorzio europeo per lo sviluppo della fusione nucleare. Il suo obiettivo è produrre energia elettrica sfruttando la fusione nucleare entro l'anno 2050.
È composto da 25 Stati Membri dell'Unione europea più la Svizzera e il Regno Unito e riceve i suoi finanziamenti dal progetto europeo Horizon 2020.
Per raggiungere il suo obiettivo il consorzio segue la roadmap europea sulla fusione. In particolare la sua attività di ricerca è mirata alla prosecuzione del progetto ITER (a Cadarache in Francia) e al sostegno fino al 2018 delle attività del progetto JET (a Culham nel Regno Unito). EUROfusion supporterà inoltre la realizzazione del reattore di nuova generazione DEMO, che dal 2050 è previsto subentri a ITER.

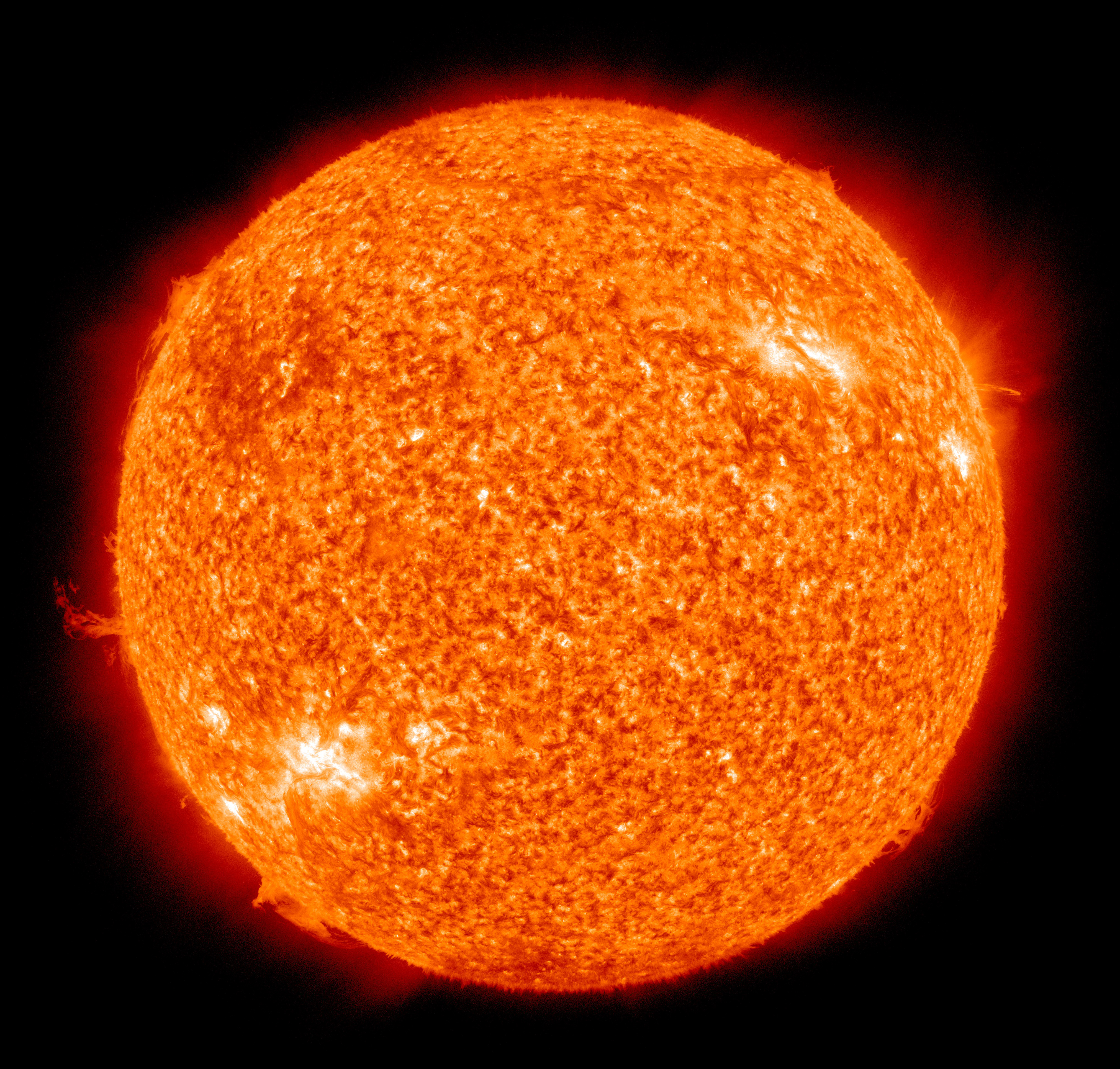
Il progetto di EUROfusion potrebbe avere un grande impatto sulla storia. Se avrà successo sarà possibile estrarre energia pulita ed illimitata dallo stesso processo che alimenta le stelle: la fusione nucleare.

## Storia
Negli anni settanta i laboratori europei più avanzati nello studio della fusione nucleare unirono i loro sforzi per costruire il Joint European Torus (JET). Da quel momento in poi un numero sempre crescente di laboratori ha iniziato a contribuire al progetto JET e nel 1999 venne stipulato lo European Fusion Development Agreement (EFDA) per migliorare le collaborazioni tra questi istituti di ricerca.
Il 9 ottobre 2014 la Commissione Europea ha costituito il consorzio EUROfusion dandogli il compito di gestire la ricerca sulla fusione nucleare. EUROfusion ha di fatto sostituito l'accordo EFDA ed è diventata la nuova organizzazione europea di riferimento per lo sviluppo dell'energia di fusione.
Ad oggi collabora con organizzazioni di tutto il mondo per cercare di realizzare un reattore a fusione nucleare. Alcune delle nazioni con cui collabora più attivamente sono quelle coinvolte nel progetto ITER: Cina, Corea del Sud, India, Giappone, Russia, USA.

## Organizzazione
Per ciascun Paese membro del consorzio è stato individuato un istituto di ricerca, detto "programme manager", che coordina le attività nel proprio paese. Gli uffici che dirigono i Programme Manager delle varie nazioni sono ospitati dall'Istituto Max Planck di fisica del plasma a Garching, vicino a Monaco di Baviera.
| Paese       | Programme manager |
| ----------- | --- |
| Austria     | Accademia austriaca delle scienze, Vienna |
| Belgio      | Accademia militare reale di Bruxelles, Bruxelles |
| Bulgaria    | Accademia bulgara delle scienze, Sofia |
| Croazia     | Istituto Ruđer Bošković, Zagabria |
| Cipro       | Università di Cipro, Nicosia |
| Cechia      | Accademia delle Scienze della Repubblica Ceca, Praga |
| Danimarca   | Università tecnica della Danimarca, Lyngby |
| Estonia     | Università di Tartu, Tartu |
| Finlandia   | Teknologian tutkimuskeskus VTT, Espoo |
| Francia     | Commissariat à l'énergie atomique et aux énergies alternatives (CEA), Cadarache                                                                             |
| Germania    | Forschungszentrum Jülich, Jülich Karlsruher Institut für Technologie, Karlsruhe Istituto Max Planck di fisica del plasma, Garching bei München e Greifswald |
| Grecia      | Centro Nazionale per la Ricerca Scientifica "Demokritos", Atene                                                                                             |
| Irlanda     | Dublin City University, Dublino |
| Italia      | Agenzia nazionale per le nuove tecnologie, l'energia e lo sviluppo economico sostenibile (ENEA), Frascati                                                   |
| Lettonia    | Università della Lettonia, Riga |
| Lituania    | Lietuvos energetikos institutas, Kaunas |
| Paesi Bassi | Nederlandse Organisatie voor Wetenschappelijk Onderzoek, Utrecht                                                                                            |
| Polonia     | Instytut Fizyki Plazmy i Laserowej Mikrosyntezy, Varsavia                                                                                                   |
| Portogallo  | Università Tecnica di Lisbona, Lisbona |
| Romania     | Institutul de Fizică Atomică, Măgurele |
| Slovacchia  | Università Comenio di Bratislava, Bratislava |
| Slovenia    | Istituto Jožef Stefan, Lubiana |
| Spagna      | Centro de Investigaciones Energéticas, Medioambientales y Tecnológicas, Madrid                                                                              |
| Svezia      | Vetenskapsrådet, Stoccolma |
| Svizzera    | Scuola politecnica federale di Losanna, Losanna |
| Ucraina     | Istituto di fisica e tecnologia di Charkiv, Charkiv |
| Ungheria    | Accademia ungherese delle scienze, Budapest |
| Regno Unito | Culham Centre for Fusion Energy, Oxfordshire |

Ad esempio, in Italia, il Ministero per lo Sviluppo Economico ha designato come Programme Manager l'ENEA, che coordina quindi i sedici partner italiani: CNR, Politecnico di Milano, Università di Milano, Consorzio Rfx, Consorzio CREATE, Università di Tor Vergata, Politecnico di Torino, Università di Catania, Università di Genova, Università degli Studi Roma Tre, Università La Sapienza, Università di Palermo, Università di Pisa, LT-Calcoli, Ansaldo Nucleare, CSM.

## Attività
Oltre a ITER e JET altri dispositivi di fusione nucleare presenti in Europa che dedicano una certa quantità di tempo alla ricerca nell'ambito del quadro EUROfusion sono i seguenti:
| Nome del dispositivo                                     | Tipo di dispositivo | Istituto e nazione in cui si trova                 |
| -------------------------------------------------------- | ------------------- | -------------------------------------------------- |
| ASDEX Upgrade                                            | Tokamak             | IPP Garching, Germania                             |
| TCV Tokamak                                              | Tokamak             | École polytechnique fédérale de Lausanne, Svizzera |
| Tungsten (W) Environment in Steady-state Tokamak or WEST | Tokamak             | CEA, Francia                                       |
| Mega Amp Spherical Tokamak or MAST Upgrade               | Spherical tokamak   | CCFE, Regno Unito                                  |
| Wendelstein 7-X stellarator                              | Stellarator         | IPP at the Greifswald branch                       |
| TJ-II stellarator                                        | Stellarator         | Laboratorio Nacional de Fusión, CIEMAT, Spagna     |
| Plasma-Wall Interaction in Linear Plasma Devices, PSI-2  | Linear devices      | FZJ, Jülich, Germania                              |
| PILOT-PSI                                                | Linear devices      | FOM, DIFFER, Paesi Bassi                           |
| MAGNUM-PSI                                               | Linear devices      | FOM, DIFFER, Paesi Bassi                           |

## Spin-offs
Le ricerche del consorzio EUROfusion producono inevitabilmente conoscenze e tecnologie che possono essere applicate in ambiti completamente diversi da quelli della fusione nucleare. Ad esempio sono state utilizzate nelle seguenti discipline: tecnologie mediche, ambientali, scienze dei materiali e astrofisica.